# Galvani-Spannung

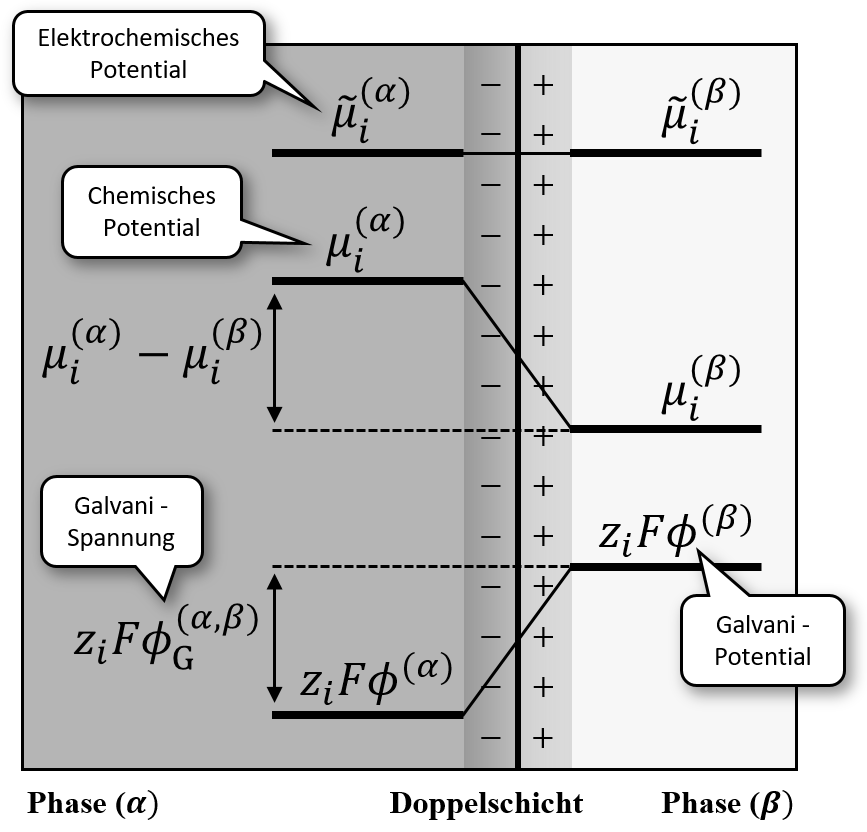
Abb.1 Veranschaulichung der Galvani-Spannung bei zwei leitenden Phasen im elektrochemischen Gleichgewicht.

In der Elektrochemie versteht man unter der Galvani-Spannung {\displaystyle \phi _{\mathrm {G} }^{(\alpha ,\beta )}} (nach Luigi Galvani; auch innere Spannung) die Differenz der Galvani-Potentiale {\displaystyle \phi ^{(\alpha )}}, {\displaystyle \phi ^{(\beta )}} (auch innere Potentiale) zweier elektrisch leitender Phasen {\displaystyle (\alpha )} und {\displaystyle (\beta )},  z. B. Metall oder Lösung, die im elektrochemischen Gleichgewicht stehen:
{\displaystyle \phi _{\mathrm {G} }^{(\alpha ,\beta )}:=\phi ^{(\alpha )}-\phi ^{(\beta )}}
Inneres Potential deutet hierbei an, dass das Potential an einem Punkt innerhalb der leitenden Phase gemeint ist, wo es überall einen konstanten Wert hat, nicht etwa in der Nähe der Phasengrenzfläche, wo es aufgrund inhomogener Ladungsverteilungen variieren kann (EDL: Elektrische Doppelschicht). Das innere elektrische Potential setzt sich aus zwei Anteilen zusammen, wie im Artikel Volta-Spannung erläutert wird.
Die Galvani-Spannung ist prinzipiell nicht messbar und entsteht an den Phasengrenzflächen.

## Entstehung und Bedeutung
Berühren sich zwei leitende Phasen {\displaystyle (\alpha )} und {\displaystyle (\beta )}, so fließen Teilchen der Ladungsträgersorte {\displaystyle i}
- aus der Phase mit dem für diese Ladungsträgersorte höheren chemischen Potential {\displaystyle \mu _{i}}
- in die Phase mit dem für diese Ladungsträgersorte niedrigeren chemischen Potential,

z. B. für {\displaystyle \mu _{i}^{(\alpha )}>\mu _{i}^{(\beta )}} von der Phase {\displaystyle (\alpha )} nach {\displaystyle (\beta )}.
Dies geschieht solange, bis die an der Phasengrenze sich aufbauende elektrische Spannung, die dem Teilchenstrom entgegenwirkt, (die Galvani-Spannung) schließlich so groß ist, dass der Nettoteilchenstrom vollständig zum Erliegen kommt; die elektrostatischen Kräfte aufgrund der entstandenen elektrischen Doppelschicht an der Phasengrenze sind so groß, dass hierzu schon unwägbare Ladungsmengen genügen.
Der so erreichte stromlose Zustand stellt das elektrochemische Gleichgewicht für die Ladungsträgersorte {\displaystyle i} zwischen den beiden leitenden Phasen dar. In diesem Zustand heben sich für die Ladungsträgersorte {\displaystyle i} gegenseitig auf:
- der chemische Antrieb ({\displaystyle =} chemisches Potentialgefälle {\displaystyle \mu _{i}^{(\alpha )}-\mu _{i}^{(\beta )}})
- der elektrische Antrieb ({\displaystyle =} Galvani-Spannung {\displaystyle \phi _{\mathrm {G} }^{(\alpha ,\beta )}})

Ein verschwindender Nettoteilchenstrom von {\displaystyle i} bedeutet also keineswegs, dass chemischer und elektrischer Antrieb jeder für sich verschwinden, sondern nur, dass sich beide kompensieren (siehe Abb. 1).

## Berechnung
Im elektrochemischen Gleichgewicht zweier leitender Phasen stimmen die elektrochemischen Potentiale {\displaystyle {\widetilde {\mu }}_{i}} für die Teilchen einer Ladungsträgersorte {\displaystyle i} in beiden Phasen ({\displaystyle \alpha } und {\displaystyle \beta }) überein:
{\displaystyle {\widetilde {\mu }}_{i}^{(\alpha )}={\widetilde {\mu }}_{i}^{(\beta )}}
Das elektrochemische Potential für die Ladungsträgersorte {\displaystyle i} in einer leitenden Phase besteht aus einem chemischen und einem elektrischen Glied:
{\displaystyle {\widetilde {\mu }}_{i}=\mu _{i}+z_{i}\cdot \mathrm {F} \cdot \phi }
mit
- dem chemischen Potential {\displaystyle \mu _{i}} der Ladungsträgersorte {\displaystyle i}  in der leitenden Phase
- der Ladungszahl {\displaystyle z_{i}} der Ladungsträgersorte
- der Faraday-Konstante {\displaystyle \mathrm {F} }
- dem Galvani-Potential {\displaystyle \phi } in der leitenden Phase.

Damit folgt aus der elektrochemischen Gleichgewichtsbedingung:
{\displaystyle \Rightarrow \phi _{\mathrm {G} }^{(\alpha ,\beta )}=-{\frac {\mu _{i}^{(\alpha )}-\mu _{i}^{(\beta )}}{z_{i}\cdot \mathrm {F} }}}.    {\displaystyle \quad \quad \quad (1)}
Gleichung {\displaystyle (1)} ist die mathematische Präzisierung obiger Aussage, dass chemischer und elektrischer Antrieb sich im elektrochemischen Gleichgewicht aufheben (vgl. Abb. 1). Die Gleichung lautet in Worten ohne Berücksichtigung des Vorzeichens und etwaiger Faktoren also: „elektrischer Antrieb  {\displaystyle =} chemischer Antrieb“.
Dabei ist zu beachten, dass {\displaystyle (1)} nur eine Umformulierung der Gleichgewichtsbedingung {\displaystyle {\widetilde {\mu }}_{i}^{(\alpha )}={\widetilde {\mu }}_{i}^{(\beta )}} ist. Zur Berechnung der Galvani-Spannung darf sie daher nur herangezogen werden, wenn sich bereits ein elektrochemisches Gleichgewicht eingestellt hat.

## Wichtige Beispiele

### Kontaktspannung (Galvani-Spannung zwischen Metallen)

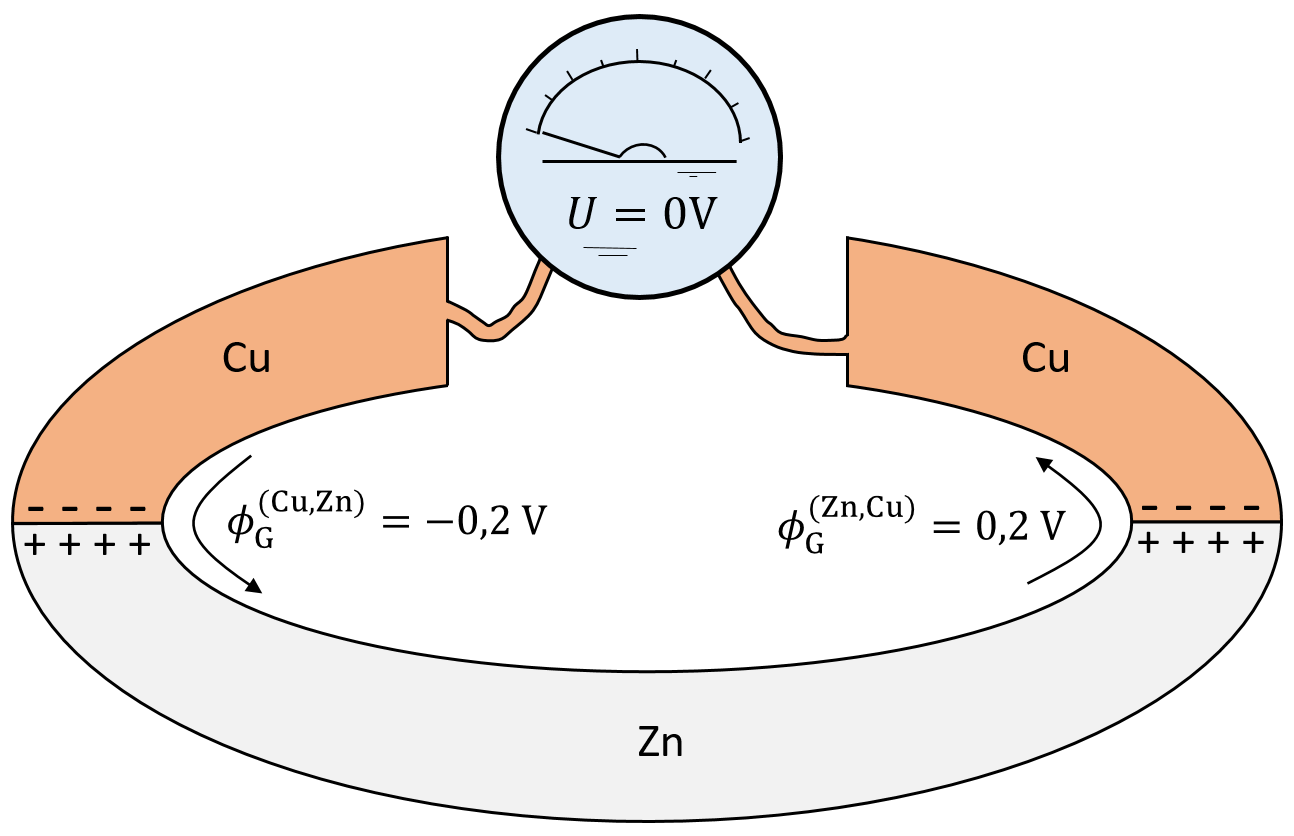
Abb.2 Die Galvani-Spannung zwischen zwei Metallen (Kontaktspannung) ist prinzipiell nicht messbar. An jeder Kontaktstelle bilden sich Galvani-Spannungen aus, deren Summe stets null ergibt.

Berühren sich zwei verschiedene Metalle, so entzieht das Metall, das die Elektronen stärker bindet, dem anderen Elektronen. Die Ladungsträgersorte {\displaystyle i} ist in diesem Fall gegeben durch die Elektronen, für welche entsprechend chemische und elektrochemische Potentiale definiert werden können. Es fließen also bei Berührung dem chemischen Potentialgefälle folgend solange Elektronen von einem in das andere Metall, bis die sich aufbauende Galvani-Spannung an der Phasengrenze, die sog. Kontaktspannung, das chemische Potentialgefälle kompensiert.
Im elektrochemischen Gleichgewicht ist das elektronenärmere Metall positiv, das elektronenreichere negativ aufgeladen. Das zwischen den getrennten Ladungen entstandene elektrische Feld bewirkt, dass die positiven und negativen Überschussladungen in beiden Metallen jeweils auf eine dünne Randschicht beschränkt bleiben. Beide Randschichten zusammen nennt man elektrische Doppelschicht (siehe Abb. 1), wobei die Abstände der entgegengesetzten Ladungen von der Größenordnung eines Atomdurchmessers sind, d. h. in etwa {\displaystyle 10^{-10}\mathrm {m} }. Das von der geladenen Randschicht des einen Metalls ausgehende elektrische Feld wird durch die entgegengesetzte Ladung der anderen Schicht abgeschirmt, sodass außerhalb der Doppelschicht kein elektrisches Feld vorhanden ist.
Die Galvani-Spannung entspricht dabei dem Abfall des elektrischen Potentials vom Inneren (d. h. jenseits der Randschicht) der einen Phase zum Inneren der anderen Phase. Gemäß {\displaystyle (1)} errechnet sich die Galvani-Spannung für ein Metallpaar {\displaystyle (\alpha ,\beta )} im elektrochemischen Gleichgewicht mit {\displaystyle z_{e}=-1} zu
{\displaystyle \phi _{\mathrm {G} }^{(\alpha ,\beta )}={\frac {\mu _{e}^{(\alpha )}-\mu _{e}^{(\beta )}}{\mathrm {F} }}},  {\displaystyle \quad \quad \quad (2)}
wobei {\displaystyle \mu _{e}^{(\alpha )},\mu _{e}^{(\beta )}} die chemischen Elektronenpotentiale der jeweiligen Metalle sind. Im Gegensatz zu dem, was man sonst in der Physik und Chemie gewohnt ist, ist die Spannung {\displaystyle \phi _{\mathrm {G} }^{(\alpha ,\beta )}} hier ein elektrischer Antrieb für die Verschiebung von negativen Ladungsträgern (aber von positiver Ladung, vgl. Stromrichtung: Strom negativer Ladungsträger entspricht positivem Ladungsstrom in Gegenrichtung).
Bei Kontakt von Zink und Kupfer fließen z. B. Elektronen vom Zink zum Kupfer bis sich das elektrochemische Gleichgewicht eingestellt hat; Kupfer lädt sich negativ, Zink positiv auf. Die chemische Potentialdifferenz für das Metallpaar {\displaystyle (\mathrm {Zn} ,\mathrm {Cu} )} beträgt {\displaystyle \mu _{e}^{(\mathrm {Zn} )}-\mu _{e}^{(\mathrm {Cu} )}=20\,\mathrm {kJ} \,\mathrm {mol} ^{-1}}. Einsetzen in {\displaystyle (2)} liefert für die (Galvani-)Spannung zwischen Zink und Kupfer einen Wert von  {\displaystyle \phi _{\mathrm {G} }^{(\mathrm {Zn} ,\mathrm {Cu} )}=0,2\,\mathrm {V} }. Dieser Wert ist zwar klein, aber doch groß genug, sodass sie sich mit einem gewöhnlichen Voltmeter messen lassen müsste. Allerdings würde man bei einer Messung keine Spannung feststellen, d. h. {\displaystyle 0\,\mathrm {V} } erhalten. Zunächst einmal bilden Kupfer, Zink, Draht und Voltmeter im gesamten Leiterkreis an jeder Kontaktstelle eine Galvani-Spannung aus; daher könnte man die Galvani-Spannung zwischen Kupfer und Zink nie isoliert messen, sondern stets nur die Summe aller Galvani-Spannungen über alle Kontaktstellen (Maschenregel). Die Galvani-Spannungen über alle Kontaktstellen eines Leiterkreises summieren sich jedoch stets zu null, ganz gleich wie viele verschiedene Leiterteile miteinander verbunden werden. Am einfachsten sieht man dies ein, wenn man sich vorstellt, dass die Verbindungsdrähte sowie alle Leitungen im Inneren des Voltmeters ebenfalls aus Kupfer bestehen. Dann gibt es nur zwei unterschiedliche Metalle und der Leiterkreis hat nur zwei Kontaktstellen, den Übergang von Zink nach Kupfer und von Kupfer nach Zink. Folglich sind die sich ausbildenden Galvani-Spannungen an beiden Kontaktstellen entgegengesetzt gleich groß, sodass die Summe null ergibt (siehe Abb. 2). Aus dieser Tatsache ergibt sich auch, dass Kontaktspannungen (= Galvani-Spannungen zwischen Metallen) nicht als elektrische Spannungsquelle nutzbar gemacht werden können.

### Membranspannung (Galvani-Spannung an Membranen)

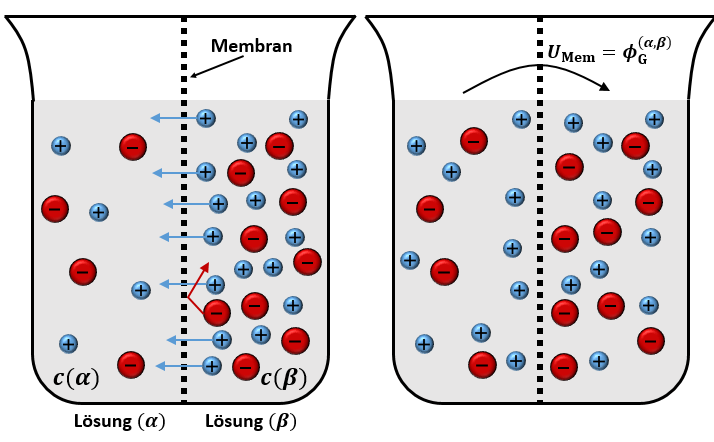
Abb.3 Entstehung der Membranspannung am Beispiel NaCl-Lösung in unterschiedlichen Konzentrationen mit einer nur für -Ionen durchlässige Membran. Links wandern die Natriumkationen dem chemischen Potentialgefälle folgend. Rechts hat sich das elektrochemische Gleichgewicht eingestellt und die Galvani-Spannung voll ausgebildet.

Im Folgenden werden zwei Elektrolytlösungen {\displaystyle (\alpha )} und {\displaystyle (\beta )} betrachtet, die durch eine nur für die Ionensorte {\displaystyle J} durchlässige ionenselektive Membran getrennt seien. Ferner sollen sich die beiden Elektrolytlösungen nur in ihren Konzentrationen bezüglich der in ihnen gelösten Ionen unterscheiden.
Im Folgenden wird übersichtlichkeitshalber die Notation {\displaystyle \mu _{i}(\alpha )} statt {\displaystyle \mu _{i}^{(\alpha )}} verwendet.
Das chemische Potential für Metallionen {\displaystyle J} in einer Elektrolytlösung hängt in der Lösungsphase {\displaystyle {\mathcal {L}}} von ihrer Konzentration {\displaystyle c_{J}({\mathcal {L}})} bei stark verdünnten Lösungen (d. h. bei {\displaystyle c_{J}({\mathcal {L}})\ll 1\,\mathrm {kmol} \,\mathrm {m} ^{-3}}) wie folgt ab:
{\displaystyle \mu _{J}({\mathcal {L}})={\stackrel {\circ }{\mu }}_{J}({\mathcal {L}})+RT\ln {\frac {c_{J}({\mathcal {L}})}{c^{\mathsf {\Theta }}}}} {\displaystyle \quad \quad \quad (3)}
Dabei ist {\displaystyle {\stackrel {\circ }{\mu }}_{J}({\mathcal {L}})} der Grundwert des chemischen Potentials der Metallionen {\displaystyle J} in der Lösung bei der Normkonzentration {\displaystyle c^{\mathsf {\Theta }}=1\,\mathrm {kmol} \,\mathrm {m} ^{-3}} und frei wählbarer Temperatur {\displaystyle T} sowie frei wählbarem Druck; {\displaystyle R} ist die universelle Gaskonstante.
Da die betrachteten Lösungen {\displaystyle (\alpha )} und {\displaystyle (\beta )} sich nur in ihren Konzentrationen unterscheiden, müssen die Grundwerte ihrer chemischen Potentiale für die Ionensorte {\displaystyle J} (bei gleichen Umgebungsbedingungen, d. h. bei gleicher Temperatur und gleichem Druck) übereinstimmen, d. h.  {\displaystyle {\stackrel {\circ }{\mu }}_{J}(\alpha )={\stackrel {\circ }{\mu }}_{J}(\beta )}. Bei der Differenzbildung heben sich die Grundwerte weg, so dass sich für das Potentialgefälle
{\displaystyle \mu _{J}(\alpha )-\mu _{J}(\beta )=RT\ln {\frac {c_{J}(\alpha )}{c_{J}(\beta )}}} {\displaystyle \quad \quad \quad (4)}
ergibt. Dem chemischen Potentialgefälle folgend besteht eine natürliche Tendenz zum Konzentrationsausgleich zwischen den beiden Elektrolytlösungen. Durch die ionenselektive Membran wandern solange Ionen der Sorte {\displaystyle J}, bis die an der Membran sich aufbauende Galvani-Spannung {\displaystyle \phi _{\mathrm {G} }^{(\alpha ,\beta )}} so groß ist, dass der Nettoionenfluss verschwindet (die Diffusionrate ist dann in beide Richtungen gleich groß). Diese Galvani-Spannung wird auch Membranspannung  oder Donnan-Potential genannt.
Setzt man {\displaystyle (4)} in Gl. {\displaystyle (1)} ein, so ergibt sich im elektrochemischen Gleichgewicht für die Membranspannung
{\displaystyle \phi _{\mathrm {G} }^{(\alpha ,\beta )}=-{\frac {RT}{z_{J}\mathrm {F} }}\ln {\frac {c_{J}(\alpha )}{c_{J}(\beta )}}=:U_{\mathrm {Mem} }}.  {\displaystyle \quad \quad \quad (5)}

#### Donnan-Gleichung
Ist eine Membran gleichzeitig für mehrere Ionensorten {\displaystyle J,K,\dots } durchlässig, so muss Gl. (5) für jede Ionensorte einzeln gelten, d. h.
{\displaystyle U_{\mathrm {Mem} }=-{\frac {RT}{z_{J}\mathrm {F} }}\ln {\frac {c_{J}(\alpha )}{c_{J}(\beta )}}=-{\frac {RT}{z_{K}\mathrm {F} }}\ln {\frac {c_{K}(\alpha )}{c_{K}(\beta )}}=\cdots }
Kürzen gleicher Faktoren und anschließendes Delogarithmieren liefert die sog. Donnan-Gleichung, benannt nach dem britischen Chemiker Frederick George Donnan, der 1911 seine Theorie zur Erklärung von Membrangleichgewichten veröffentlichte:
{\displaystyle {\biggl (}{\frac {c_{J}(\alpha )}{c_{J}(\beta )}}{\biggr )}^{\frac {1}{z_{J}}}={\biggl (}{\frac {c_{K}(\alpha )}{c_{K}(\beta )}}{\biggr )}^{\frac {1}{z_{K}}}=\cdots }
Eine bekannte Variante ist der Spezialfall für entgegengesetzt geladene einwertige Ionen, d. h. für  {\displaystyle z_{+}=1} und  {\displaystyle z_{-}=-1} ergibt sich
{\displaystyle c_{+}(\alpha )c_{-}(\alpha )=c_{+}(\beta )c_{-}(\beta )}.

### Diffusionsspannung (Galvani-Spannung an Flüssigkeitsgrenzflächen)
Auch an Phasengrenzen zwischen zwei Elektrolytlösungen stellt sich eine Galvani-Spannung ein. Um eine rasche Vermischung der Lösungen zu vermeiden, ist die Phasengrenze meist durch eine feinporige Wand (aus gesintertem Glas oder Keramik), ein sog. Diaphragma, stabilisiert. Etwa bei Salzbrücken verhindern Diaphragmen die rasche Vermischung der Salzbrückenlösung mit den Lösungen in den Halbzellen.
Ursache für die Ausbildung der Galvani-Spannung sind Unterschiede der chemischen Potentiale der verschiedenen Ionensorten in den benachbarten Phasen. Die dadurch bedingte Neigung zum Konzentrationsausgleich bewirkt eine Diffusion der Ionen durch die Phasengrenzfläche. Aufgrund unterschiedlicher Beweglichkeiten wandern diese jedoch mit ungleicher Geschwindigkeit, sodass es zur Ladungstrennung und damit zu einem elektrischen Potentialsprung an der Grenzfläche kommt.
Eine Berechnung dieser Galvani-Spannung, der sog. Diffusionsspannung ist i. Allg. sehr schwierig. Für den Spezialfall nur zweier austauschfähiger Ionensorten lässt sich jedoch eine einfache Gleichung angeben. Diesen Fall kann man z. B. verwirklichen, indem man zwei Lösungen unterschiedlicher Konzentrationen {\displaystyle c(\alpha )} und {\displaystyle c(\beta )} desselben binären Elektrolyten aneinandergrenzen lässt, etwa zwei unterschiedlich stark konzentrierte Natriumchlorid-Lösungen.
Beide Ionensorten wandern ihrem chemischen Potentialgefälle folgend aus der konzentrierten in die dünnere Lösung. Dabei eilt das beweglichere, es sei das Anion wie es bspw. für  {\displaystyle \mathrm {Na} ^{+}} und {\displaystyle \mathrm {Cl} ^{-}} erfüllt ist, dem anderen ein wenig voraus, sodass sich die konzentrierte Lösung durch Zurückbleiben der Kationen positiv auflädt. Dadurch stellen sich in beiden Lösungen unterschiedliche elektrische Potentiale ein. In der Grenzschicht zwischen beiden Lösungen besteht nun ein elektrisches Feld, dass auf die vorauseilenden Ionen verzögernd und auf die nachhinkenden beschleunigend wirkt und zwar dergestalt, dass im stationären Zustand beide Ionensorten mit gleicher Diffusionsgeschwindigkeit durch die Phasengrenze wandern.
Im Gegensatz zur Membranspannung liegt hier also kein elektrochemisches Gleichgewicht vor, bei welchem der Nettoionenfluss jeder Ionensorte für sich zum Erliegen kommen würde, sondern nur ein stationärer Zustand, in welchem sich die Galvani-Potentiale {\displaystyle \phi ^{(\alpha )}} und {\displaystyle \phi ^{(\beta )}} in beiden Phasen nicht mehr ändern, weil beide Ionensorten mit gleicher Geschwindigkeit von der konzentrierten in die dünnere Lösung wandern, sodass der Ladungsunterschied zwischen beiden Phasen konstant bleibt. Die Diffusionsspannung für einen binären 1-1-wertigen Elektrolyten ist gegeben durch
{\displaystyle U_{\mathrm {Diff} }=\phi ^{(\alpha )}-\phi ^{(\beta )}={\frac {t_{+}-t_{-}}{F}}RT\ln {\frac {c(\alpha )}{c(\beta )}}}
Hierbei sind {\displaystyle t_{+}} bzw. {\displaystyle t_{-}} die Überführungszahlen der Kationen bzw. Anionen.

### Elektrodenpotential (Galvani-Spannung zwischen Elektrode und Lösung)

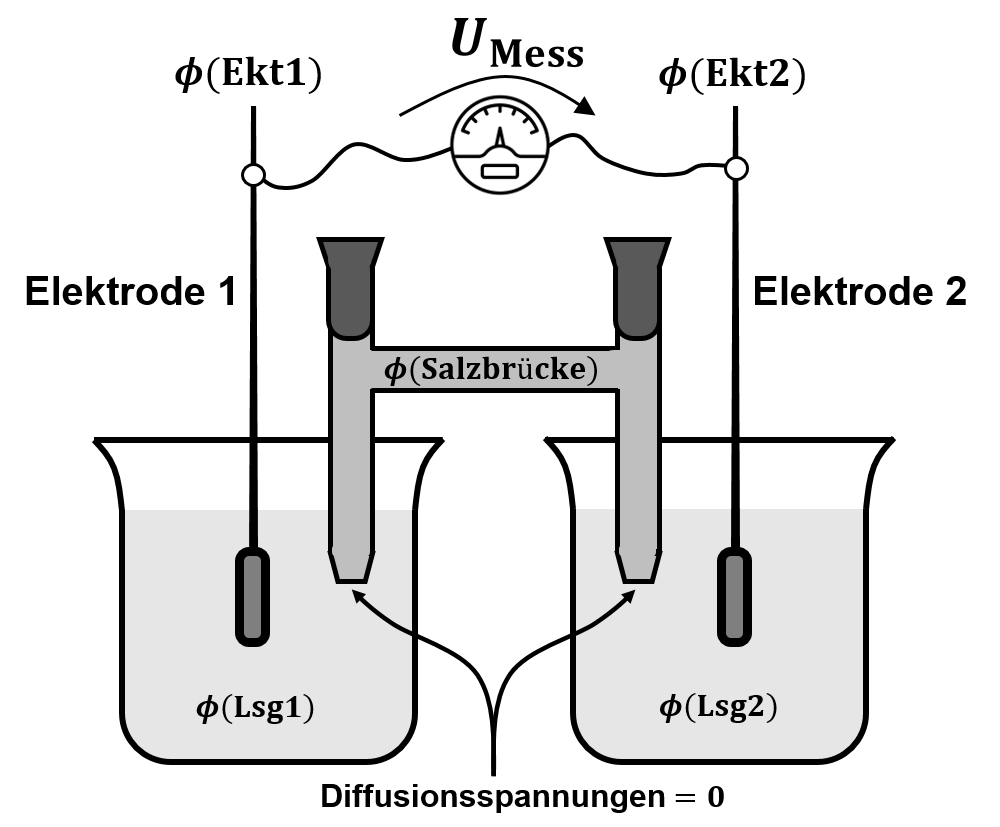
Abb.4 Zusammenhang zwischen Galvani-Spannung und Elektrodenpotentialen

Im elektrochemischen Gleichgewicht einer in die Elektrolytlösung einer Halbzelle eingetauchten Elektrode bildet sich ebenfalls eine Galvani-Spannung zwischen der Elektrode und der Lösung aus. Diese entsteht aufgrund einer an der Elektrode ablaufenden Halbreaktion, bei welcher Elektronen von der Lösung an die Elektrode abgegeben werden (Oxidation an der Anode: Kationen gehen in Lösung oder Anionen werden entladen) oder bei welcher Elektronen von der Lösung aus der Elektrode aufgenommen werden (Reduktion an der Kathode: Anionen scheiden sich an Kathode ab oder Kationen werden entladen). Ähnlich wie in den Beispielen zuvor ist die Richtung der Elektronenwanderung zwischen den beiden Phasen (hier: Elektrode und Elektrolyt) abhängig von dem chemischen Potentialgefälle zwischen den beiden leitenden Phasen.
Die in der Halbzelle zwischen Elektrode und Lösung ausgebildete Galvani-Spannung heißt Elektrodenpotential der Halbzelle. Für die Standardwasserstoffelektrode definiert man das Elektrodenpotential zu {\displaystyle 0\,\mathrm {V} }. Nach dem Vorangegangen ist dies möglich, da einzelne Galvani-Spannungen isoliert prinzipiell nicht messbar sind, die willkürliche Festsetzung eines „Nullpunkts“ für eine Referenzelektrode stellt somit keine Einschränkung dar.
Verbindet man zwei Halbzellen mit einem Stromschlüssel, so ist eine elektrische Spannung zwischen den Elektroden der Halbzellen messbar. Diese Spannung ist die Differenz der Elektrodenpotentiale (= Differenz der Galvani-Spannungen) der Elektroden. Um die Messung geringstmöglich zu verfälschen, verwendet man einen hochohmigen Spannungsmesser. Zwei über einen Stromschlüssel (oder ionenselektive Membran) verbundene Halbzellen nennt man Galvanische Zelle. Ein Stromschlüssel besteht aus einer Elektrolytlösung in hoher Konzentration, die keine oder nur geringfügige Diffusionsspannungen (siehe oben) zu den Halbzellen, mit denen sie verbunden ist, ausbildet. Dies ist der Vorteil einer Salzbrücke gegenüber einer ionenselektiven Membran, denn die Membranspannung würde die Messung der Differenzen der Elektrodenpotentiale ebenfalls verfälschen.
Nach der Maschenregel (vgl. Abb. 4) ist die an den Elektroden abgreifbare Spannung gegeben durch
{\displaystyle U_{\mathrm {Mess} }=\phi (\mathrm {Ekt1} )-\phi (\mathrm {Ekt2} )={\Bigl \{}\phi (\mathrm {Ekt1} )-\phi (\mathrm {Lsg1} ){\Bigl \}}+\underbrace {{\Bigl \{}\phi (\mathrm {Lsg1} )-\phi (\mathrm {Salzbr.} ){\Bigl \}}} _{=0}+\underbrace {{\Bigl \{}\phi (\mathrm {Salzbr.} )-\phi (\mathrm {Lsg2} ){\Bigl \}}} _{=0}+{\Bigl \{}\phi (\mathrm {Lsg2} )-\phi (\mathrm {Ekt2} ){\Bigl \}}}
Eine Diffusionsspannung von (nahezu) null zwischen Salzbrücke und Halbzelle bedeutet, dass das innere Potential der Lösung jeder Halbzelle mit dem inneren Potential der Elektrolytlösung der Salzbrücke (nahezu) übereinstimmt. Daher verschwinden die beiden mittleren Klammerterme (dies sind genau die Diffusionsspannungen). Die übrig bleibenden Klammerterme sind die Galvani-Spannungen zwischen der Elektrode und der Lösung ihrer Halbzelle. Bezeichnet {\displaystyle \phi _{\mathrm {G} }(1)=\phi (\mathrm {Ekt1} )-\phi (\mathrm {Lsg1} )} die Galvani-Spannung zwischen der linken Elektrode und ihrer Lösung sowie {\displaystyle \phi _{\mathrm {G} }(2)=\phi (\mathrm {Ekt2} )-\phi (\mathrm {Lsg2} )} die Galvani-Spannung zwischen der rechten Elektrode und ihrer Lösung, so ergibt sich durch Einsetzen in die vorige Gleichung für die Spannung zwischen den Elektroden
{\displaystyle U_{\mathrm {Mess} }=\phi _{\mathrm {G} }(1)-\phi _{\mathrm {G} }(2)}. {\displaystyle \quad \quad \quad (6)}
Setzt man in {\displaystyle (6)} für die linke Halbzelle die Standardwasserstoffelektrode mit {\displaystyle \phi _{\mathrm {G} }(1)=\phi _{\mathrm {G} }(\mathrm {Standard} )=0} ein und für die rechte Seite eine beliebige Halbzelle {\displaystyle \phi _{\mathrm {G} }(2)=\phi _{\mathrm {G} }(\mathrm {Halbzelle} )}, so erhält man
{\displaystyle \phi _{\mathrm {G} }(\mathrm {Halbzelle} )=-U_{\mathrm {Mess} }}. {\displaystyle \quad \quad \quad (7)}
Die Elektrodenpotentiale aller Halbzellen gegenüber der Standardwasserstoffelektrode erhält man somit via  {\displaystyle (7)} durch Messung der Spannung der Halbzelle gegenüber der Referenzelektrode. Statt {\displaystyle \phi _{\mathrm {G} }(\mathrm {Halbzelle} )} schreibt man für das Elektrodenpotential {\displaystyle E_{\mathrm {Halbzelle} }}. Ein Blick auf {\displaystyle (7)} und {\displaystyle (1)} offenbart, dass das Elektrodenpotential einer Halbzelle ein Maß für den chemischen Antrieb der Elektronen ist, aus der Lösung über die Elektrode in den äußeren Leiterkreis abgegeben zu werden (Reduktionsvermögen der Elektrode), denn es gilt
{\displaystyle -U_{\mathrm {Mess} }=E_{\mathrm {Halbzelle} }=\phi _{\mathrm {G} }(\mathrm {Halbzelle} )=-{\frac {\mu _{e}(\mathrm {Lsg} )-\mu _{e}(\mathrm {Ekt} )}{\mathrm {F} }}}.  {\displaystyle \quad \quad \quad (8)}
Gl. {\displaystyle (8)} besagt also, dass das Reduktionsvermögen eines Redoxpaares umso höher ist, je negativer sein Elektrodenpotential (Elektrochemische Spannungsreihe). Analog zum Vorgehen für die Membranspannung kann man auch eine Formel für das Elektrodenpotential in Abhängigkeit der Konzentrationen des zur Halbzelle gehörenden Redoxpaares herleiten. Diese Abhängigkeit ist bekannt unter dem Namen Nernst-Gleichung.